# 글렌 휴즈
글렌 휴즈(영어: Glenn Hughes, 1951년 8월 21일 ~ )는 펑크 록 밴드 트라페즈와 딥 퍼플에서 베이스를 연주하고 보컬을 맡았으며, 1980년대 중반 블랙 사바스를 잠시 앞섰다. 그는 그의 영혼이 넘치고 폭넓은 가창력 때문에 팬들에게 "록의 목소리"로 알려져 있다.
활동적인 세션 음악가일 뿐만 아니라, 휴즈는 주목할 만한 솔로 경력을 유지하고 있다. 2013년부터 2015년까지는 슈퍼그룹 블랙 컨트리 커뮤니케이션과 데드 데이지스를 이끌고 있으며 2013년부터 2015년까지 캘리포니아 브리드를 이끌고 있다. 2016년 휴즈는 딥 퍼플의 일원으로 로큰롤 명예의 전당에 헌액되었다.

## 어린 시절
휴즈는 1951년 8월 21일 잉글랜드 스태퍼드셔주 캐넉에서 태어났다. 그는 1960년대에 영국의 펑크 록 밴드 트라페즈뿐만 아니라 베이시스트 겸 보컬리스트로 파인더스 키퍼스의 일원으로 활동했다. 1973년, 휴즈는 로저 글로버의 후임으로 딥 퍼플의 베이시스트로 영입되었다. 보도에 따르면 그는 다른 멤버들 중 일부가 프리의 폴 로저스를 공동 리드 보컬로 영입할 것을 제안하기 전까지 딥 퍼플 작업에 관심이 없었다고 한다.
비록 로저스의 영입은 무산되었지만 휴즈는 이제 "두 명의 리드 싱어"에 관심을 갖게 되었고, 데이비드 커버데일은 나중에 딥 퍼플의 리드 보컬로 고용되었다. 두 사람은 결국 1976년 딥 퍼플이 해체될 때까지 다음 3장의 음반을 위해 밴드에서 리드 보컬을 맡았다. 심각한 코카인 중독과 싸우던 휴즈는 1977년 첫 번째 솔로 음반 《Play Me Out》을 발매하며 솔로 활동을 시작했다. 2016년 휴즈는 딥 퍼플의 일원으로 로큰롤 명예의 전당에 헌액되었다.

## 경력

### 딥 퍼플
1973년, 휴즈는 로저 글로버를 대신해 딥 퍼플의 베이시스트로 영입되었으나, 본인은 베이시스트라기보다는 보컬리스트에 더 가깝다고 여겼다. 그는 처음에는 딥 퍼플 합류에 큰 관심이 없었으나, 밴드의 다른 멤버들이 프리의 폴 로저스를 공동 리드 보컬로 영입하자는 제안을 하면서 흥미를 느끼기 시작했다.
비록 로저스의 영입은 무산되었지만, 휴즈는 이때부터 투 리드 싱어 체제에 흥미를 가지게 되었고, 이후 데이비드 커버데일이 딥 퍼플의 리드 보컬리스트로 합류하게 되었다. 이후 휴즈와  커버데일은 딥 퍼플에서 세 장의 음반에 걸쳐 공동으로 리드 보컬을 맡게 되었으며, 이는 1976년 딥 퍼플의 해체까지 이어졌다. 당시 심각한 코카인 중독과 싸우던 휴즈는 이후 솔로 경력을 시작하였고, 1977년 첫 솔로 음반 《Play Me Out》을 발표하였다. 2016년에는 딥 퍼플의 일원으로서 로큰롤 명예의 전당에 헌액되었다.

### 게리 무어 및 블랙 사바스
1980년대 중반, 휴즈는 다양한 밴드 및 아티스트들과 함께 여러 음반 작업을 진행하였다. 그는 페노메나와 함께 《Phenomena》 및 《Phenomena II: Dream Runner》를 녹음했으며, 게리 무어의 《Run for Cover》에도 참여하였다. 또한 토니 아이오미의 솔로 음반으로 기획되었으나 음반사 측의 압력으로 블랙 사바스 명의로 발매된 《Seventh Star》에도 참여하여 보컬을 맡았다.

## 음반 목록

### 솔로
- Play Me Out (1977년)
- L.A. Blues Authority Volume II: Glenn Hughes – Blues (1992년)
- From Now On... (1994년)
- Feel (1995년)
- Addiction (1996년)
- The Way It Is (1999년)
- Return of Crystal Karma (2000년)
- A Soulful Christmas (2000년)
- Building the Machine (2001년)
- Songs in the Key of Rock (2003년)
- Soul Mover (2005년)
- Music for the Divine (2006년)
- First Underground Nuclear Kitchen (2008년)
- Resonate (2016년)

### 딥 퍼플
- Burn (1974년)
- Stormbringer (1974년)
- Come Taste the Band (1975년)

### 블랙 사바스
- Seventh Star (1986년)